# Kolikiegan

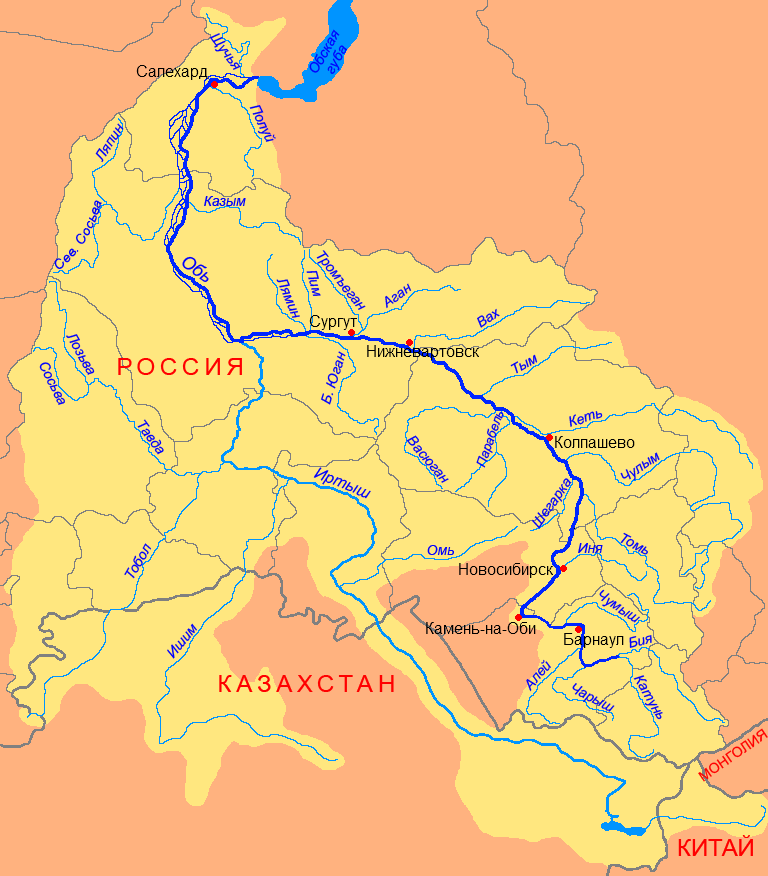
Schéma du bassin de l'Ob

Le Kolikiegan (en russe : Коликъеган), ou Kolik-Iegan est une rivière de Russie qui coule dans le district autonome des Khantys-Mansis en Sibérie occidentale. C'est un affluent de la rivière Vakh en rive droite, donc un sous-affluent de l'Ob.

## Géographie
Le Kolikiegan prend naissance dans les Ouvalis septentrionaux, modestes collines situées dans la partie nord de la plaine de Sibérie occidentale, dans le district autonome des Khantys-Mansis. Son bassin s'étend dans la vaste région forestière du nord du bassin de l'Ob. Dès sa naissance, il adopte la direction du sud-ouest, direction qu'il maintient grosso modo tout au long de son parcours. 

Après avoir parcouru 457 kilomètres dans la taïga marécageuse, il conflue avec le Vakh en rive droite, au niveau de la petite localité d'Oust-Kolikiegan, en aval de la petite ville de Loptchinskiïe.
Le Kolikiegan est habituellement pris par les glaces depuis la deuxième quinzaine d'octobre, jusqu'au début du mois de mai. 

## Affluents
- Rive gauche :
  - le Loungiegan (Лунгъеган)
  - l'Aï-Kolikiegan (Ай-Коликъеган)
  - l'Ekkaniegan (Екканъеган)